# Герцог Камерино
Герцог Камерино — дворянский титул, относящийся к папскому пэрству..

## История
Камерино был маркизатом Гвельфов семьи Варано в составе герцогства Сполетто, его правители участвовали во всех конфликтах между гибеллинами и вельфами. Цезарь Борджиа находился в Риме, готовя окончательные планы своего вмешательства в Тоскану, в Камерино лорд Фаэнцы Манфредо Асторре, верный папской власти, найден плавающим в Тибре, он был задушен.
5 июня 1502 года папа Александр VI отлучил правителя Камерино Джулио Чезаре Варано, обвинив его в помощи врагам святой церкви. 23 июня Чезаре Борджиа покинул Рим с армией в 8 тыс. человек, 20 июля он захватил Камерино и Джулио Чезаре Варано. 25 июля Чезаре получил титул герцога Камерино, который распространялся на одноимённый город и регион.

## Предыстория
Цезарь Борджиа оставил титул герцога Камерино своему брату Джованни Борджиа, который позже был назван герцогом Непи и герцогом Паллестрины. Джованни Борджиа носил много других титулов, а после смерти Александра VI сделал карьеру посла. Он умер в ноябре 1555 года в Генуе, будучи послом папы Павла III, до конца своих дней он получал ренту с герцогства. Право на герцогство Камерино оставалось в руках Джованни Борджиа до его смерти, когда оно перешло к другой ветви семьи Борджиа по причине наследства, образованного им под сицилийской и испанской коронами, поскольку у него было три дочери и не было сыновей.
В 1503 году папа вернул Камерино Хуану Марии Варано в качестве лорда под папским герцогством. В 1521 году Хуан, лорд Камерино был свергнут своим братом Сегизмундом. В 1534 году Камерино был присоединен к герцогству Сполето, но правитель и леди Камерино были свергнуты папой в 1535 году в пользу Эрколе Варано. В 1540 году папа передал Камерино герцогу Пармы Оттавио Фарнезе.
Камерино использовалось папством для заключения политических союзов вплоть до 1555 года, когда окончательно вошёл в постав Папского государства вплоть до 1860 года.

## Герцоги Камерино
- Чезаре Борджиа,[5][6][1]
- Джованни Борджиа
- Борджиа — часть майората, созданного Александром VI

Правители под папским владычеством
- Хуан Мария Варано
- Сигизмунд Варано
- Хуан Мария Варано
- герцог Спалето Франческетто Кибо
- герцог Пармы Оттавио Фарнезе
- Эрколе Варано

- с 1555 по 1860 год титулом обладали папы римские. В 1860 году Пий IX передал территорию Папской области королевству Италия, территория герцогства сейчас входит в состав провинции Мачерата. По законам Итальянской республики дворянские титулы Италии прекратили свое существование с падением монархического режима.